# Władysław Remigiusz Krzaczyński

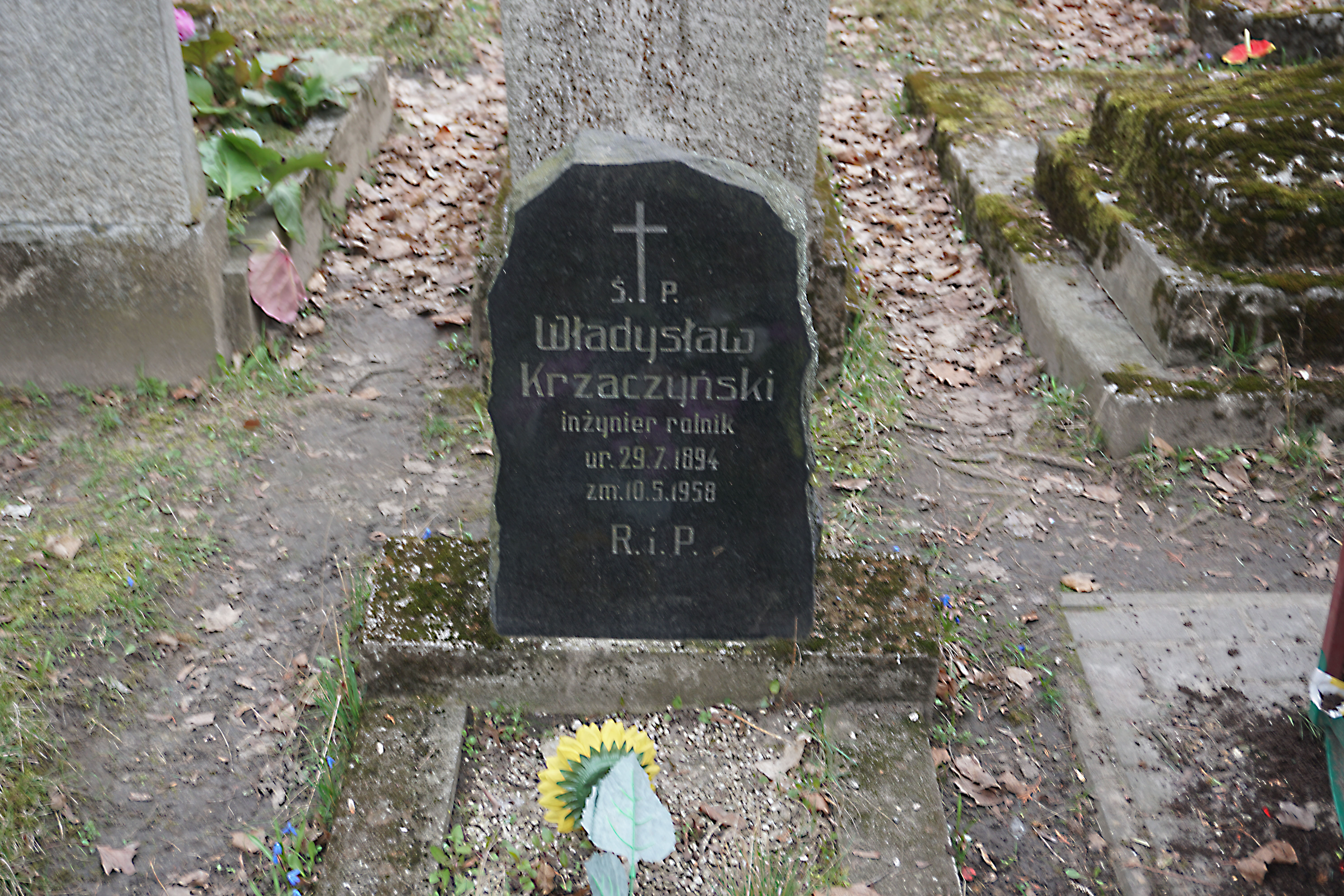
Grób Władysława Krzaczyńskiego na cmentarzu Jeżyckim w Poznaniu

Władysław Remigiusz Krzaczyński (ur. 29 lipca 1894 w Warszawie, zm. 10 maja 1958 w Poznaniu) – polski inżynier rolnik, działacz PSL „Piast” i Stronnictwa Ludowego, prezes Pomorskiego Związku Osadników Rolnych, zastępca dyrektora naczelnego Państwowych Nieruchomości Ziemskich. 

## Życiorys
Syn rzemieślnika i przedsiębiorcy Franciszka oraz Teodory z Lewtakowskich, wnuk Andrzeja, lokaja cesarza Aleksandra II w Łazienkach. Młodsza siostra Maria była bratową Mariana i Józefa Kenigów.
Dorastał w Warszawie, wychowywany przez ciotkę z powodu przedwczesnej śmierci rodziców. W trakcie nauki szkolnej zaangażował się w rozwój harcerstwa, publikował również własne wiersze na łamach prasy. W 1913 ukończył gimnazjum i z chwilą wybuchu I wojny światowej wstąpił do armii jako kawalerzysta. Czynną służbę wojskową zakończył w 1917, a w wolnej Polsce 8 stycznia 1924 został zatwierdzony w stopniu podporucznika ze starszeństwem z 1 czerwca 1919 i 177. lokatą w korpusie oficerów rezerwy kawalerii. Posiadał przydział w rezerwie do 11 Pułku Ułanów Legionowych w Ciechanowie. W tym czasie odznaczono go Krzyżem Walecznych oraz Krzyżem Niepodległości. 
W 1917 podjął pracę jako instruktor rolny przy Okręgowym Towarzystwie Rolniczym w Sobieszynie, a następnie w Centralnym Związku Kółek Rolniczych w Warszawie. Równocześnie podjął studia inżynierskie w Wyższej Szkole Rolniczej (od 1919 Szkoła Główna Gospodarstwa Wiejskiego). Ukończył ją w 1923 Brał czynny udział w organizacji tzw. urzędów ziemskich. Po kilku latach otrzymuje nominację na prezesa Okręgowego Urzędu Ziemskiego w Płocku, a następnie Urzędu Ziemskiego w Grudziądzu. Mniej więcej w tym samym czasie objął stanowisko prezesa Pomorskiego Związku Osadników Rolnych. Później przeszedł do zarządu Głównego Urzędu Ziemskiego przy Ministerstwie Rolnictwa i Reform Rolnych. W tym okresie dał się poznać jako sprawny organizator i obrońca chłopskiego stanu posiadania, zdecydowanie wrogi organizacjom ziemiańskim. Był członkiem PSL „Piast”, a następnie Stronnictwa Ludowego. 
Pod koniec lat trzydziestych zdecydował się opuścić służbę urzędniczą, aby zająć się administracją państwowych dóbr ziemskich. Do września 1939 sprawował zarząd na dobrami Szczytniki Duchowne pod Gnieznem. 
W trakcie II wojny światowej został wysiedlony na terytorium Generalnego Gubernatorstwa, gdzie podjął pracę w majątku ziemskim. Zaangażował się również w konspirację AK. 
Po 1945 ze względu na swoje doświadczenie oraz istotną rolę w przedwojennym ruchu chłopskim, Krzaczyński wrócił do Wielkopolski, otrzymując posadę nauczyciela w szkole rolniczej we Wrześni, a także stanowisko komisarza akcji żywieniowej i siewnej na terenie powiatu wrzesińskiego. W 1946 wraz z innymi doświadczonymi działaczami rolniczymi powierzono mu zadanie zorganizowania Zarządu Centralnego Państwowych Nieruchomości Ziemskich. Ostatecznie został zastępcą dyrektora naczelnego PNZ odpowiedzialnym za produkcję rolną. Ze względu na pogarszający się stan zdrowia został ostatecznie zmuszony do zrezygnowania z tego stanowiska. Przeniesiono go na urząd dyrektora Zakładów Doświadczalnych PNZ. Po likwidacji tej instytucji wciąż zachował ścisłe kontakty z powstałym na jej miejsce Państwowym Gospodarstwem Rolnym. W 1954 Państwowe Wydawnictwo Rolnicze i Leśne wydało jego rozprawę „Mechaniczne dojenie krów”.  
Zmarł w 1958 w Poznaniu i został pochowany na katolickim cmentarzu Jeżyckim (kw.L-13-40). 

## Życie prywatne
Żoną Krzaczyńskiego była Zofia z Hurczynów herbu Kruposiej, córka Kazimierza i Heleny z Sienkiewiczów, właścicieli majątku Kazimierzowo pod Wilnem. Ich syn Jerzy został lekarzem i po śmierci ojca wyemigrował do Stanów Zjednoczonych.